# گروه المپیک
گروه المپیک (انگلیسی: Olympic Group) شرکت لوازم خانگی مصری است، که در سال ۱۹۲۰ تأسیس شد.